# Johann Julius Hecker
Johann Julius Hecker, född den 2 november 1707 i Werden an der Ruhr, död den 24 juni 1768 i Berlin, var en tysk pedagog. 
Hecker studerade i Halle, där han genom påverkan av A.H. Francke blev intresserad för lärarkallet, och anställdes 1729 vid Pedagogium i Halle. Han blev sedermera präst i Berlin och inrättade där 1747 en realskola och i förbindelse med denna 1748 ett folkskoleseminarium. Hecker utarbetade på uppdrag av Fredrik II ett reglemente för landets  folkskoleväsen, som kungjordes 1763.